# Chaîne de montagnes sous-marines de Lord Howe
 (juillet 2024).
Si vous disposez d'ouvrages ou d'articles de référence ou si vous connaissez des sites web de qualité traitant du thème abordé ici, merci de compléter l'article en donnant les références utiles à sa vérifiabilité et en les liant à la section « Notes et références ».
La chaîne sous-marine Lord Howe s'est formée au cours de la période géologique du Miocène, qui s'est étendue de 23 à 5 millions d'années environ. Cette chaîne est située dans la région de la mer de Corail et de la mer de Tasmanie, le long de la côte est de l'Australie.

## Description
Elle est composée de plusieurs guyots, qui sont des montagnes sous-marines caractérisées par des sommets plats. Ces guyots sont couronnés de coraux, ce qui indique que la région offre un habitat propice à la vie marine et à la formation de récifs coralliens. Les récifs coralliens sont des écosystèmes marins essentiels, abritant une grande biodiversité.
La chaîne des monts sous-marins Lord Howe est l'une des deux chaînes parallèles de monts sous-marins le long de la côte est de l'Australie. L'autre chaîne est connue sous le nom de chaîne de monts sous-marins Tasmantid. Ces deux chaînes s'étendent du nord au sud dans la région, avec des longitudes d'environ 159°E pour la chaîne des monts sous-marins Lord Howe et 156°E pour la chaîne des monts sous-marins Tasmantid.
Ces chaînes de monts sous-marins jouent un rôle important dans la géologie de la région et dans la création d'habitats marins uniques. Elles sont le résultat de processus géologiques complexes et continuent d'influencer la vie marine de la région.